# セキヤノアキチョウジ
セキヤノアキチョウジ（関屋の秋丁字、学名：Isodon effusus）は、シソ科ヤマハッカ属の多年草。

## 特徴
茎は四角形で直立し、高さは30-100cmになり、ごく細かい毛が生える。葉は対生し、葉身は長楕円形または長楕円状狭卵形で、長さ5-15cm、幅2-5cmになり、先は鋭くとがり、縁には低い鋸歯があり、基部はくさび形になって短い葉柄に流れる。葉の裏面には細かい毛が生える。
花期は9-10月。茎先および上部の葉腋から集散花序をだし、長さ1-2.5cmになる花柄の先に青紫色の花を多数つける。花柄は細長く、毛はない。萼はやや唇形で、上唇は3裂、下茎は2裂し、上唇の裂片は披針形で先は鋭くとがる。花冠は長さ16-18mmになる2唇形で、筒部は長く、上唇は反り返って浅く4裂し、下唇はボート形になり前方につき出る。雄蕊は4個あって、うち2個が長く、雌蕊は1個ある。果実は4個の平滑な分果からなり、長く伸びた萼に包まれる。染色体数は2n=24。

## 分布と生育環境
日本固有種。本州の関東地方および中部地方（愛知県以東）に分布し、山地の木陰に生育する。

## 名前の由来
和名セキヤノアキチョウジは、「関屋の秋丁字」の意で、「箱根産の秋丁字」の意味。「関屋」とは関所のことで、この場合の関所とは箱根関のことであり、1875年にマキシモヴィッチが、現在ではシノニムになっている Plectranthus longitubus var. effusus を記載した際のタイプ標本が、1862年に箱根で採集されたものであり、同属のアキチョウジに似ていることによる。アキチョウジは、「秋丁字」の意で、秋に花が丁子形に開くことによる。「せきやのあきちゃうじ」は牧野富太郎 (1898) による命名である。
種小名（種形容語）effusus は「非常に開いた」「ばらばらの」「非常に広がった」の意味。

## 分類
同属のアキチョウジ Isodon longitubus に似る。本種は、花序の苞が小さく、花柄が細長く開出して長さ1-2.5cmになり花序の幅が広く、花柄は無毛、萼の上唇の裂片が披針形で鋭突頭になる。一方、アキチョウジは、花序の苞が葉形になり、花柄は長さ1cm以下で花序の幅が狭く、花柄に細毛が生え、萼の上唇の裂片が短く鋭頭となることで異なる。また、本種は、葉腋から出る花序は多数あり、主茎の花序の大きさとほぼ同じであるのに対し、アキチョウジは、葉腋から出る花序は少数で、主茎の花序より小さい。
また、本種の分布地は愛知県以東の中部地方および関東地方であるのに対し、アキチョウジの分布地は本州の岐阜県以西、四国、九州である。

## 下位分類
- シロバナセキヤノアキチョウジ Isodon effusus (Maxim.) H.Hara f. leucanthus (Honda) H.Hara[10] - タイプ標本は、静岡市竜爪山で採集されたもの[10][11]。品種名 leucanthus は「白い花の」の意味[12]。

## ギャラリー

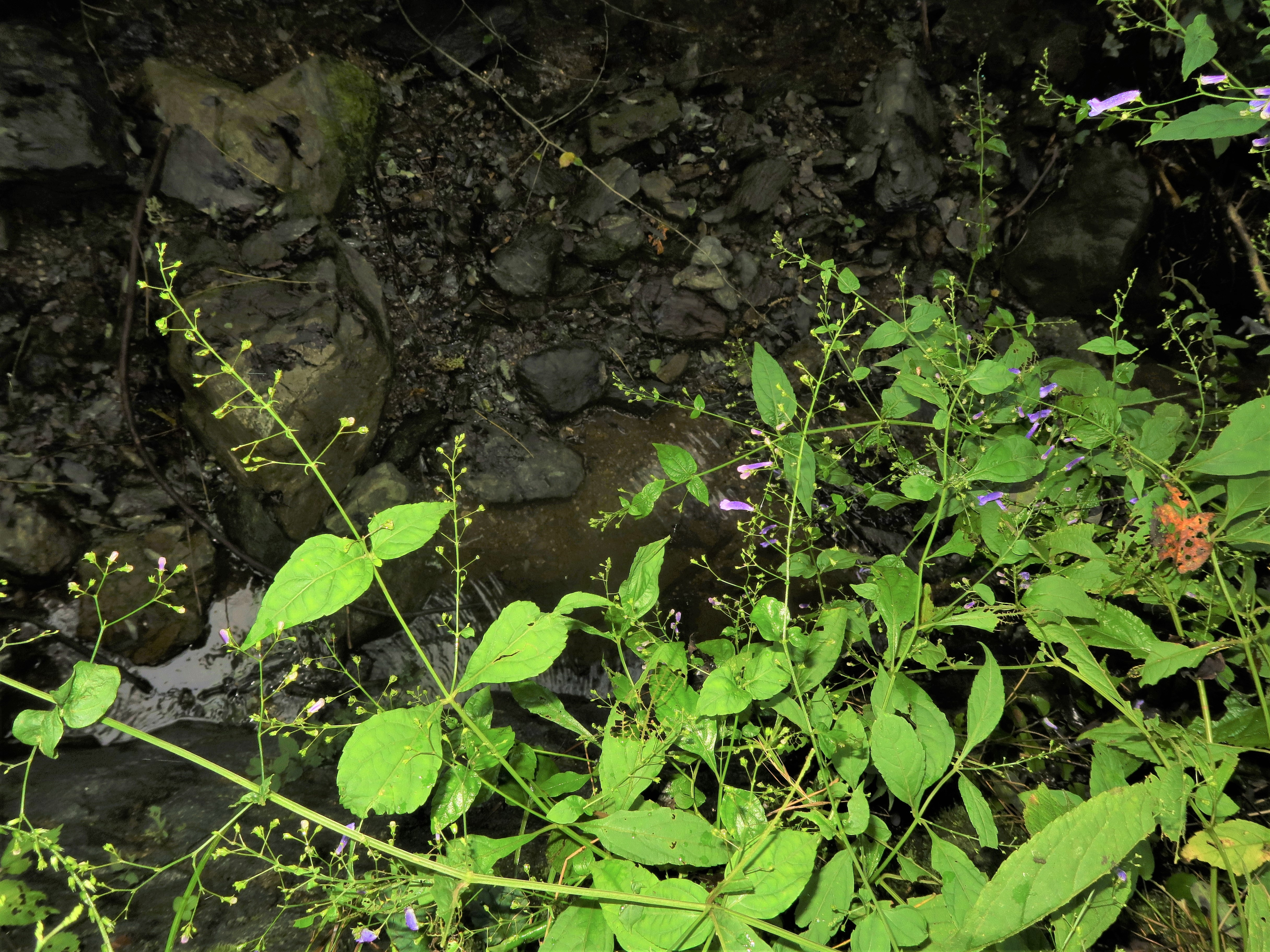
葉腋から出る花序は多数あり、主茎の花序の大きさとさほど変わらない。
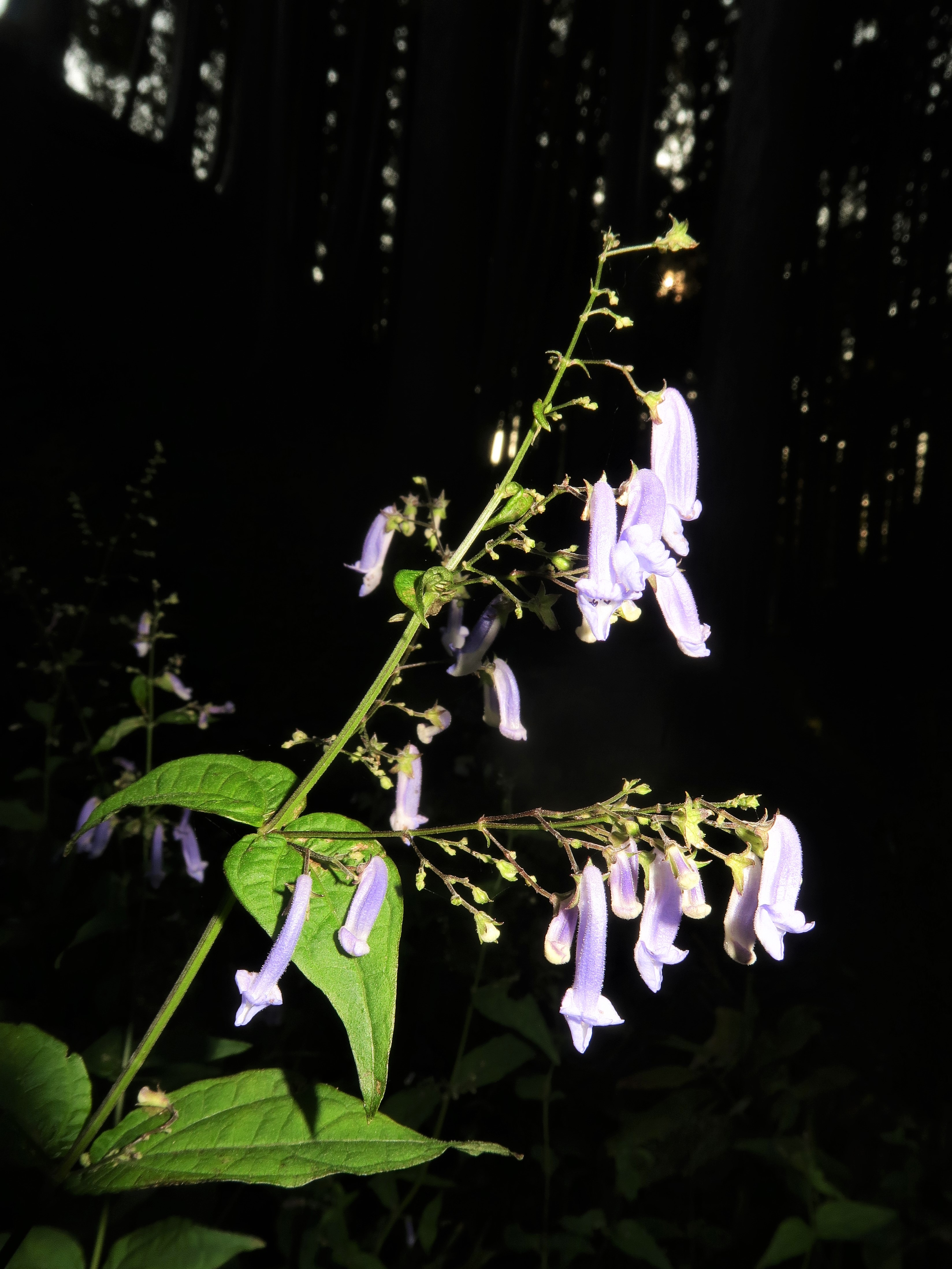
花冠は2唇形で、筒部は長く、上唇は反り返って浅く4裂し、下唇はボート形になり前方につき出る。
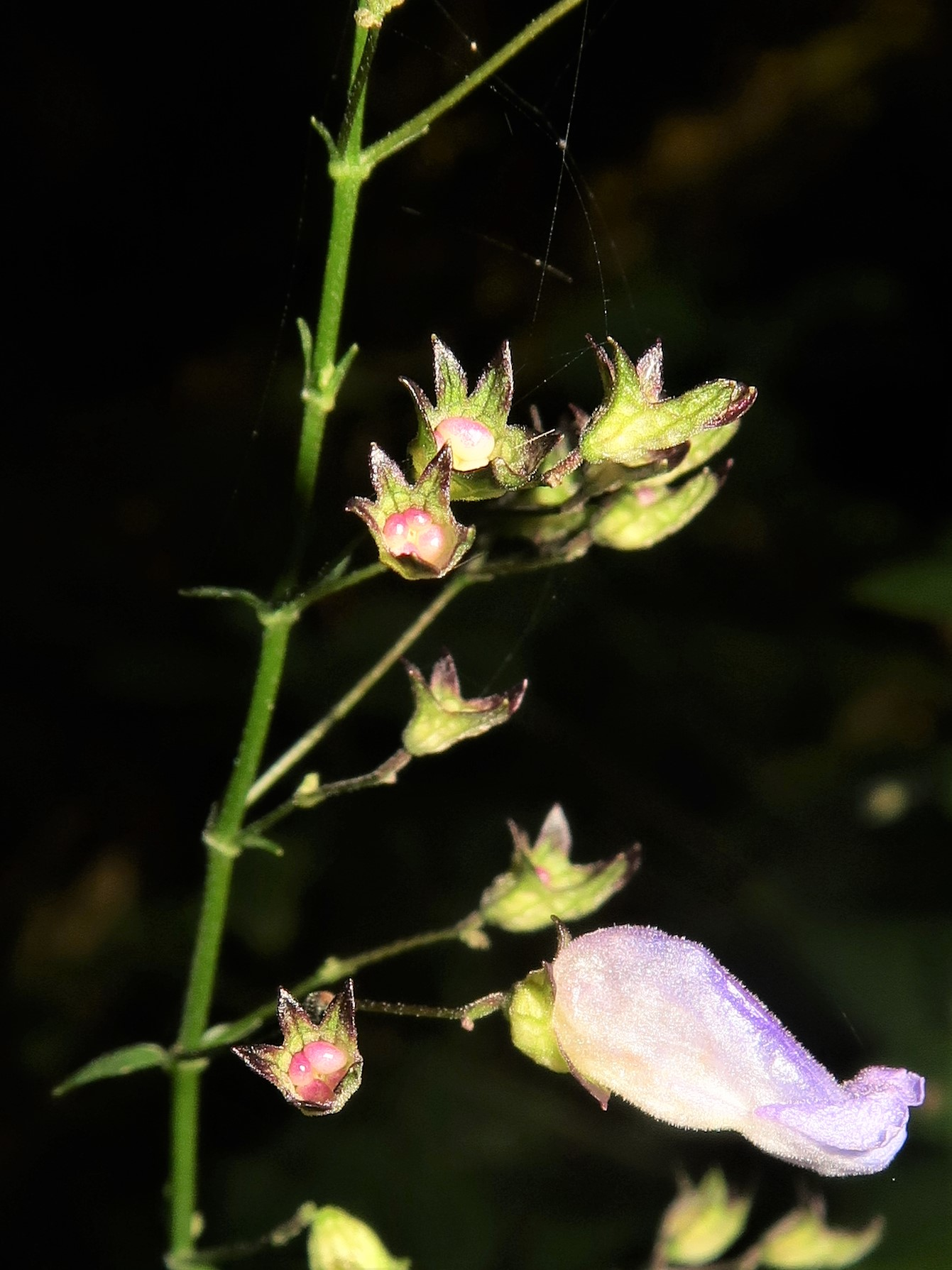
萼はやや唇形で、上唇は3裂、下茎は2裂し、上唇の裂片は披針形で先は鋭くとがる。花序の苞は小さい。果実は4個の平滑な分果からなり、長く伸びた萼に包まれる。
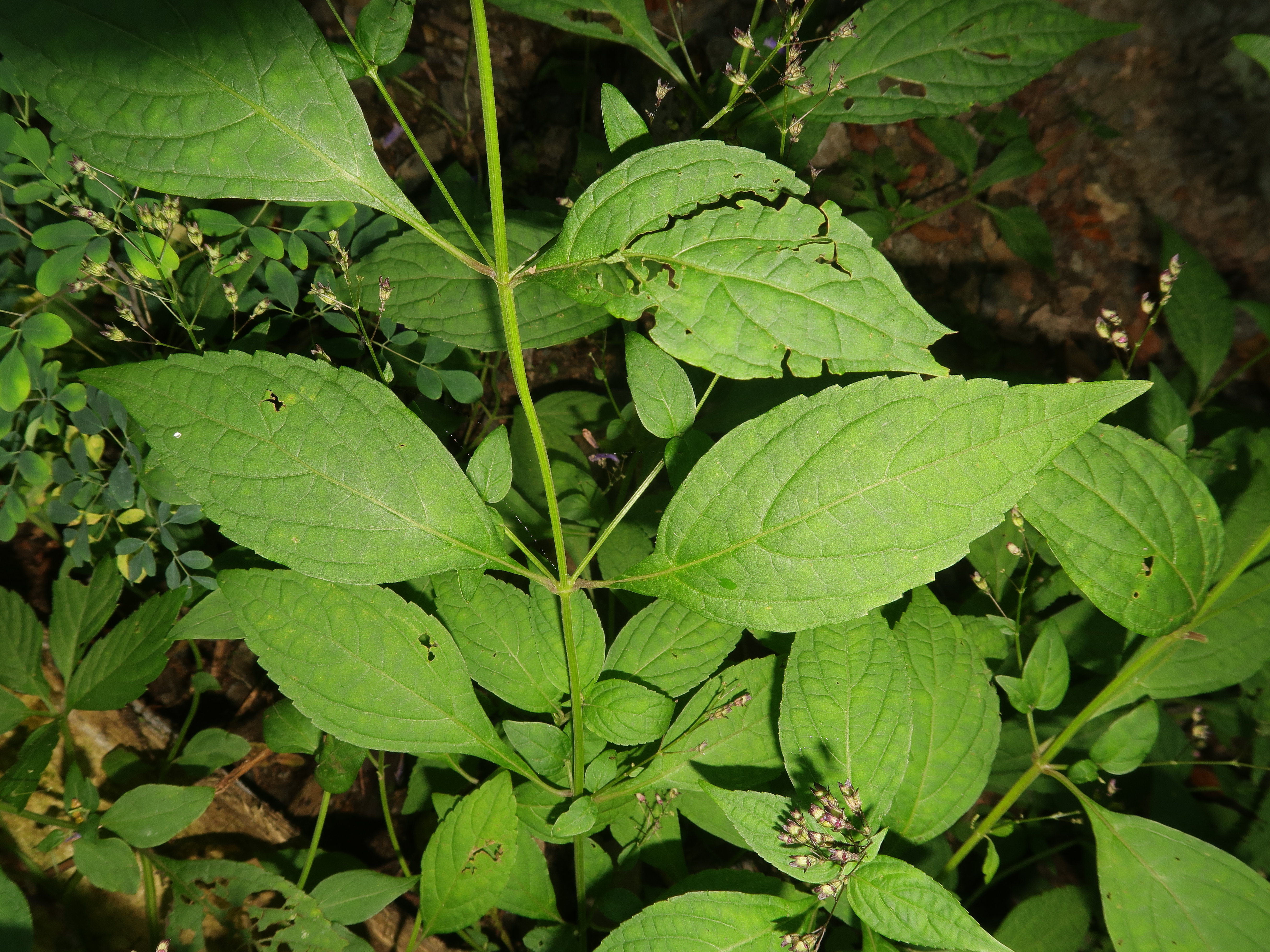
茎中部の葉。対生し、葉身は長楕円形で、先は鋭くとがり、縁には低い鋸歯があり、基部はくさび形になって短い葉柄に流れる。